# 홍보부
교황청 홍보처(라틴어: Secretaria pro Communicatione)는 교황청 사회홍보평의회, 교황청 공보실, 바티칸 통신, 바티칸 라디오, 바티칸 텔레비전 방송국, 로세르바토레 로마노, 바티칸 인쇄소, 사진부, 바티칸 출판사 등 다양한 미디어 부서를 통합 관리하는 로마 교황청의 부서이다. 또한 홍보처는 성좌의 웹사이트와 교황의 소셜 미디어 네트워크 참여에 관한 업무도 맡고 있다.
2015년 6월 교황 프란치스코에 의해 설립되었으며, 초대 홍보처장으로는 바티칸 텔레비전 방송국 국장으로 활동 중이던 다리우 에도아르두 비가누 몬시뇰이 임명됐다.